# Kiss! (BENNY&PINK BUNNYの曲)
「Kiss!」（キス!）は、BENNY&PINK BUNNYの1作目のシングル。2003年7月16日にソニー・ミュージックレコーズから発売されたレーベルゲートCD。

## 概要
デビュー・シングルであり、フジテレビ系列HEY!HEY!HEY! MUSIC CHAMP2003年6・7月エンディングテーマに使用された。

## 収録曲
作詞：望月英莉加、作曲：原一博
1. Kiss! (5:11)
  - 編曲：HΛL
2. NEGAI(4:31)
  - 編曲：BENNY&PINK BUNNY
3. Kiss! -instrumental- (5:11)
4. NEGAI -instrumental- (4:31)